# Kurt Victor Karl Mulisch
Kurt Victor Karl Mulisch (Gablonz an der Neiße, Oostenrijk-Hongarije, thans Jablonec nad Nisou, Tsjechië, 10 juli 1892 - Haarlem, 10 juli 1957) was een Oostenrijkse militair en bankdirecteur. Hij was de vader van de Nederlandse schrijver Harry Mulisch.
Tijdens de Eerste Wereldoorlog was hij beroepsofficier in het Oostenrijks-Hongaarse leger. Hij vocht onder meer aan het Russische, Italiaanse en Franse front in de rang van commandant van een batterij zware bereden veldartillerie. Na de oorlog kwam hij in Nederland terecht. Een zekere Jacob Schwarz, een van oorsprong via Vlaanderen uit Duitsland afkomstige Joodse bankier, bezorgde hem een baan. Mulisch trad met diens dochter Alice Schwarz in april 1926 in het huwelijk. In 1927 werd hun enige kind Harry geboren. In 1936 werd het huwelijk ontbonden.
Tijdens de Tweede Wereldoorlog werkte hij als afdelingschef en vervanger van de Duitse beheerder voor Lippmann, Rosenthal & Co., een nazi-bank waaraan de Nederlandse Joden vóór hun deportatie al hun bezittingen moesten overdragen. Door zijn werk voor nazi-Duitsland wist hij zijn Joodse ex-vrouw, alsmede zoon Harry (deze was op grond van de nazi-ideologie 'half-Joods') te vrijwaren van vervolging. Na de oorlog werd hij gevangengezet voor zijn collaborerende rol bij deze bank.
Mulisch werd begraven op de rooms-katholieke begraafplaats Sint Adelberts in Bloemendaal. Het graf is inmiddels geruimd.